# درز وتدي جبهي
الدرز الوتدي الجبهي (بالإنجليزية: sphenofrontal suture )‏ هو المفصل اليفي الواقع بين العظم الوتدي والعظم الجبهيعلى المستوى الثنائي. من منظور الأمامي للجمجمة، يظهر هذا الدرز في سقف المدارات العظمية. من منظور جانبي، وتحديداً يظهر كجامع للحواف الداخلية العليا للعظم الجبهي والحافة الأمامية العليا من الجناح الأكبر للعظم الوتدي.

## صور إضافية

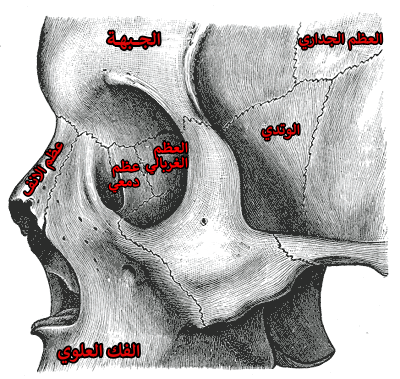
منظر جانبي للجمجمة.
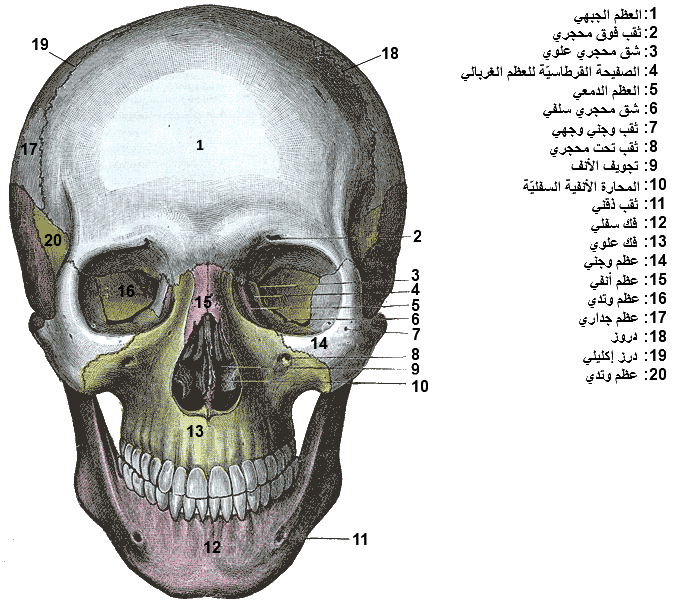
منظر امامي للجميجمة.
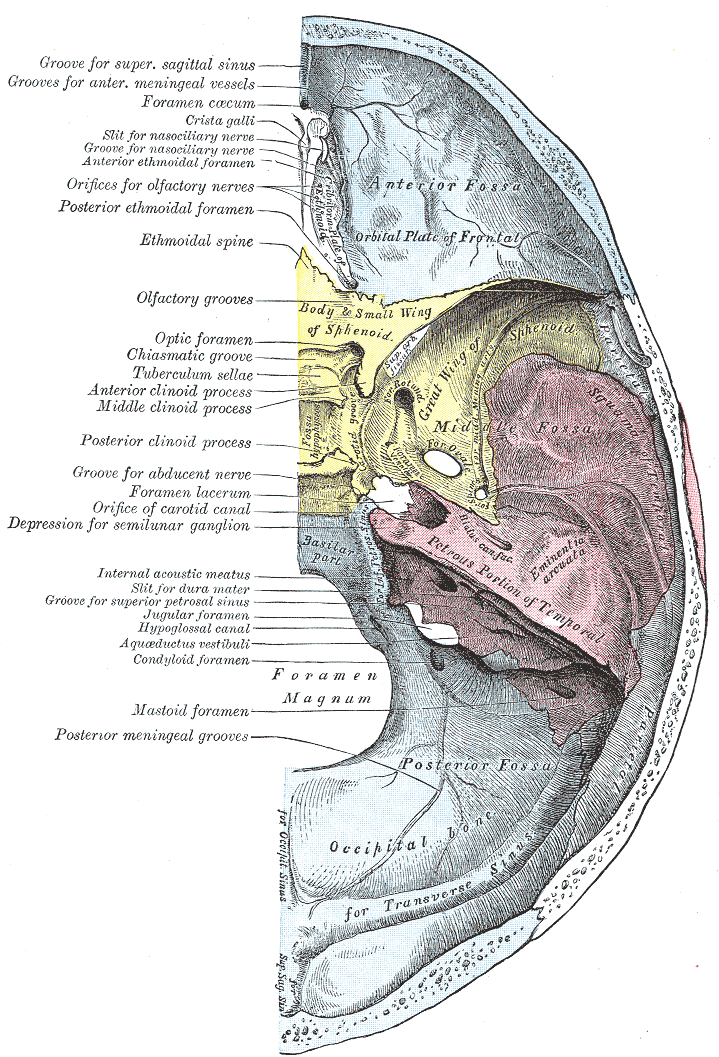
منظر لقاعدة الجمجمة للسطح العلوي .

## وصلات إضافية
- "Anatomy diagram: 34256.000-2". Roche Lexicon - illustrated navigator. Elsevier. مؤرشف من الأصل في 2014-01-01.
- "Anatomy diagram: 34257.000-2". Roche Lexicon - illustrated navigator. Elsevier. مؤرشف من الأصل في 2014-01-01.